# Yuzo Iwakami
Yuzo Iwakami (født 28. juli 1989) er en japansk fodboldspiller, som spiller for den japanske fodboldklub Matsumoto Yamaga FC.